# 60. ceremonia wręczenia Złotych Globów
Złote Globy za rok 2002 przyznane zostały podczas uroczystej gali 19 stycznia 2003 w hotelu Beverly Hilton Hotel w Beverly Hills, Kalifornia.
Nagrodę im. Cecila DeMille za całokształt twórczości otrzymał Gene Hackman.

## Kino

### Najlepszy film, dramat
Godziny, reż. Stephen Daldry

nominacje:
- Schmidt, reż. Alexander Payne
- Gangi Nowego Jorku, reż. Martin Scorsese
- Władca Pierścieni: Dwie wieże, reż. Peter Jackson
- Pianista, reż. Roman Polański

### Najlepsza aktorka w dramacie
Nicole Kidman – Godziny

nominacje:
- Julianne Moore – Daleko od nieba
- Salma Hayek – Frida
- Meryl Streep – Godziny
- Diane Lane – Niewierna

### Najlepszy aktor w dramacie
Jack Nicholson – Schmidt

nominacje:
- Leonardo DiCaprio – Złap mnie, jeśli potrafisz
- Daniel Day-Lewis – Gangi Nowego Jorku
- Adrien Brody – Pianista
- Michael Caine – Spokojny Amerykanin

### Najlepszy film, komedia lubmusical
Chicago, reż. Rob Marshall

nominacje:
- Był sobie chłopiec, reż. Paul Weitz i Chris Weitz
- Adaptacja, reż. Spike Jonze
- Moje wielkie greckie wesele, reż. Joel Zwick
- Nicholas Nickleby, reż. Douglas McGrath

### Najlepsza aktorka w komedii lub musicalu
Renée Zellweger – Chicago

nominacje:
- Goldie Hawn – Siostrzyczki
- Catherine Zeta-Jones – Chicago
- Nia Vardalos – Moje wielkie greckie wesele
- Maggie Gyllenhaal – Sekretarka

### Najlepszy aktor w komedii lub musicalu
Richard Gere – Chicago

nominacje:
- Hugh Grant – Był sobie chłopiec
- Nicolas Cage – Adaptacja
- Kieran Culkin – Ucieczka od życia
- Adam Sandler – Lewy sercowy

### Najlepsza aktorka drugoplanowa
Meryl Streep – Adaptacja

nominacje:
- Kathy Bates – Schmidt
- Queen Latifah – Chicago
- Cameron Diaz – Gangi Nowego Jorku
- Susan Sarandon – Ucieczka od życia

### Najlepszy aktor drugoplanowy
Chris Cooper – Adaptacja

nominacje:
- John C. Reilly – Chicago
- Dennis Quaid – Daleko od nieba
- Ed Harris – Godziny
- Paul Newman – Droga do zatracenia

### Najlepszy reżyser
Martin Scorsese – Gangi Nowego Jorku

nominacje:
- Alexander Payne – Schmidt
- Spike Jonze – Adaptacja
- Rob Marshall – Chicago
- Stephen Daldry – Godziny
- Peter Jackson – Władca Pierścieni: Dwie wieże

### Najlepszy scenariusz
Alexander Payne i Jim Taylor – Schmidt

nominacje:
- Charlie Kaufman i Donald Kaufman – Adaptacja
- Bill Condon – Chicago
- Todd Haynes – Daleko od nieba
- David Hare – Godziny

### Najlepsza muzyka
Elliot Goldenthal – Frida

nominacje:
- Terence Blanchard – 25. godzina
- Elmer Bernstein – Daleko od nieba
- Philip Glass – Godziny
- Peter Gabriel – Polowanie na króliki

### Najlepsza piosenka
„The Hands That Built America” – Gangi Nowego Jorku – muzyka i słowa: U2

nominacje:
- „Lose Yourself” – 8. Mila – muzyka i słowa: Eminem
- „Die Another Day” – Śmierć nadejdzie jutro – muzyka: Madonna i Mirwais Ahmadzaï; słowa: Madonna
- „Here I Am” – Mustang z Dzikiej Doliny – muzyka: Hans Zimmer; słowa: Bryan Adams i Gretchen Peters
- „Father and Daughter” – Dzika rodzinka – muzyka i słowa: Paul Simon

### Najlepszy film zagraniczny
Porozmawiaj z nią, reż. Pedro Almodóvar  Hiszpania

nominacje:
- Miasto Boga, reż. Fernando Meirelles i Kátia Lund  Brazylia
- Zbrodnia ojca Amaro, reż. Carlos Carrera  Meksyk
- Nigdzie w Afryce, reż. Caroline Link  Niemcy
- Balzac i mała Chinka, reż. Dai Sijie  Francja
- Hero, reż. Zhang Yimou  Chiny

## Telewizja

### Najlepszy serial dramatyczny
The Shield: Świat glin

nominacje:
- 24 godziny
- Sześć stóp pod ziemią
- Rodzina Soprano
- Prezydencki poker

### Najlepsza aktorka w serialu dramatycznym
Edie Falco – Rodzina Soprano

nominacje:
- Jennifer Garner – Agentka o stu twarzach
- Marg Helgenberger – CSI: Kryminalne zagadki Las Vegas
- Rachel Griffiths – Sześć stóp pod ziemią
- Allison Janney – Prezydencki poker

### Najlepszy aktor w serialu dramatycznym
Michael Chiklis – The Shield: Świat glin

nominacje:
- Kiefer Sutherland – 24 godziny
- Peter Krause – Sześć stóp pod ziemią
- James Gandolfini – Rodzina Soprano
- Martin Sheen – Prezydencki poker

### Najlepszy serial komediowy lub musical
Pohamuj entuzjazm

nominacje:
- Przyjaciele
- Seks w wielkim mieście
- Simpsonowie
- Will & Grace

### Najlepsza aktorka w serialu komediowym lub musicalu
Jennifer Aniston – Przyjaciele

nominacje:
- Bonnie Hunt – Life with Bonnie
- Jane Kaczmarek – Zwariowany świat Malcolma
- Sarah Jessica Parker – Seks w wielkim mieście
- Debra Messing – Will & Grace

### Najlepszy aktor w serialu komediowym lub musicalu
Tony Shalhoub – Detektyw Monk

nominacje:
- Bernie Mac – Bernie Mac Show
- Matt LeBlanc – Przyjaciele
- Larry David – Pohamuj entuzjazm
- Eric McCormack – Will & Grace

### Najlepszy miniserial lub film telewizyjny
Wzbierająca burza, reż. Richard Loncraine

nominacje:
- Wybrańcy obcych, reż. Breck Eisner, Félix Enríquez Alcalá, John Fawcett, Tobe Hooper, Jeremy Kagan, Michael Katleman, Sergio Mimica-Gezzan, Bryan Spicer, Jeff Woolnough, Thomas J. Wright
- Na żywo z Bagdadu, reż. Mick Jackson
- Droga ku wojnie, reż. John Frankenheimer
- Shackleton, reż. Charles Sturridge

### Najlepsza aktorka w miniserialu lub filmie telewizyjnym
Uma Thurman – Histeryczna ślepota

nominacje:
- Helen Mirren – Od drzwi do drzwi
- Vanessa Redgrave – Wzbierająca burza
- Shirley MacLaine – Hell on Heels: The Battle of Mary Kay
- Helena Bonham Carter – Na żywo z Bagdadu

### Najlepszy aktor w miniserialu lub filmie telewizyjnym
Albert Finney – Wzbierająca burza

nominacje:
- William H. Macy – Od drzwi do drzwi
- Michael Keaton – Na żywo z Bagdadu
- Michael Gambon – Droga ku wojnie
- Linus Roache – Robert F. Kennedy

### Najlepsza aktorka drugoplanowa w serialu, miniserialu lub filmie telewizyjnym
Kim Cattrall – Seks w wielkim mieście

nominacje:
- Cynthia Nixon – Seks w wielkim mieście
- Megan Mullally – Will & Grace
- Parker Posey – Hell on Heels: The Battle of Mary Kay
- Gena Rowlands – Histeryczna ślepota

### Najlepszy aktor drugoplanowy w serialu, miniserialu lub filmie telewizyjnym
Donald Sutherland – Droga ku wojnie

nominacje:
- Dennis Haysbert – 24 godziny
- Bryan Cranston – Zwariowany świat Malcolma
- Michael Imperioli – Rodzina Soprano
- John Spencer – Prezydencki poker
- Bradley Whitford – Prezydencki poker
- Sean Hayes – Will & Grace
- Jim Broadbent – Wzbierająca burza
- Alec Baldwin – Droga ku wojnie

## Rozkład Nagród
(Zwycięzcy)
- 3: „Chicago”
- 2: „Godziny”
- 2: „The Shield: Świat glin”